# Kusel
Kusel è una città di 5.518 abitanti della Renania-Palatinato, in Germania.
È il capoluogo, e il centro maggiore, del circondario (Landkreis) omonimo (targa KUS) e della comunità amministrativa (Verbandsgemeinde) omonima.
Dal 2019 è gemellata con la città di Valguarnera Caropepe